# Orthobelus gomezmenori
Orthobelus gomezmenori är en insektsart som beskrevs av Peláez 1936. Orthobelus gomezmenori ingår i släktet Orthobelus och familjen hornstritar. Inga underarter finns listade i Catalogue of Life.